# Rosendo Pintos
Rosendo Pintos (Acapulco, México, 24 de noviembre de 1887-11 de enero de 1971) fue un escritor y luchador social mexicano. Fue cronista de la ciudad y puerto de Acápulco. Plasmó con su pluma los hechos más importantes ocurridos desde 1889 hasta el año de su deceso. Desarrolló  en su crónica la época del Porfiriato; el cambio al positivismo; los hechos locales de la Revolución Mexicana, en donde también participó con el grado de capitán primero en el área de ese puerto, Costa Chica y Costa Grande.  

## Biografía
En 1909, al desaparecer la única escuela primaria que existía en Acapulco, surgieron varias pequeñas escuelas privadas, atendidas por voluntarios civiles y sacerdotes, como don Antonio Hernández. Rosendo Pintos; en 1911, tramitó ante el Gobierno del estado la compra de un inmueble ubicado en la calle de Las Damas (después calle Vicente Guerrero, ahora calle La Quebrada núm. 18) para el establecimiento de la Escuela Primaria Ignacio Manuel Altamirano, edificación que se cayó un domingo de 1934, por un temblor; pasado el tiempo, luego de mucho insistir don Rosendo, construyeron la escuela, que inauguró el 4 de enero de 1948 el presidente Miguel Alemán Valdés. Impulsó en 1927 la creación de la Escuela Federal Tipo, establecida en la calle La Quebrada, donde era el curato. Pasados los años allí se construyó la primera biblioteca pública en Acapulco, inaugurada por el secretario de Educación Pública, Jaime Torres Bodet, el 18 de septiembre de 1960.

### Historia
En 1911, fue recaudador de Rentas en el municipio de Acapulco. Empleado en la Oficina principal del Timbre. Dos veces presidente municipal de su lugar natal, en 1915 y en 1932, periodos que dejó inconclusos al renunciar por no estar de acuerdo con el manejo de las finanzas. Capitán primero y secretario particular del general Alfredo Robles Domínguez, en 1915; síndico municipal de la comuna acapulqueña, en 1927; presidente del Partido Socialista, en sus inicios, en 1931, La primera vez que fue  presidente del puerto, con el apoyo de una Junta de Beneficencia, que él nombró, controló hambrunas y necesidades que parecían incontenibles. En 1931, gestionó ante la SEP la creación de varios planteles educativos en diferentes lugares del estado, como Ejido Nuevo, Texca, Sabanillas, Dos Arroyos, El Treinta y Xaltianguis, entre otros. Formó parte de la Junta de Mejoras Cívicas y Materiales, organismo no gubernamental que impulsó el establecimiento de más centros educativos, lavaderos públicos, y, por vez primera, pone en Acapulco salvavidas en las playas para  protección de turistas; a instancias de esta misma junta, introdujeron agua potable y drenaje en algunos barrios de Acapulco. Presidente del Patronato pro Museo del Fuerte de San Diego, en 1949, ocasión en que organizó y creó allí la biblioteca pública Alfonso G. Alarcón con donaciones de libros por la SEP, empresas privadas, y de particulares; patronato que desapareció al establecerse en el mismo lugar un museo con el nombre de El Plan de Ayutla, para celebrar el primer centenario de esta proclama, además porque el texto del plan fue reformado en ese sitio por Ignacio Comonfort. En 1960, creó la asociación civil Periodistas Unidos de Acapulco. Miembro fundador de las sociedades: Protectora de Panteones, y de Protección de Playas; primer presidente, en 1952, de la Cruz Roja de Acapulco.

## Muerte
Murió en el mismo lugar el 11 de enero de 1971. Hijo de Antonio Pintos Sierra. Lo bautizaron y registraron como Juan de la Cruz Rosendo Crisógomo.
- Datos: Q30610424